# Let pomoću instrumenata
Let pomoću instrumenata ((engl. instrument flight rules) je let zrakoplova prema pravilima za instrumentalno letenje. U tim uvjetima zrakoplovom se upravlja isključivo pomoću instrumenata i uređaja na zrakoplovu i na zemlji. Prema IFR pravilima zrakoplov može uzlijetati i slijetati na zračne luke koje zadovoljavaju određenu propisanu kategoriju. Zrakoplov i posada također moraju biti osposobljeni za let prema IFR pravilima. Navigacijska priprema IFR leta je jednostavna, efikasna a s tim i sigurna. Zračni putovi u priručnicima označeni su udaljenostima i smjerovima, dane su minimalne sigurnosne visine leta kao i propisani postupci u prilaznim i odletima na pojedine zračne luke. Od pilota se traži da tijekom IFR-leta "doživljava" položaj zrakoplova u prostoru isključivo na osnovi prikazivanja instrumenata. Za siguran IFR let brine se i kontrola leta koja cijelo vrijeme prati svaki zrakoplov i daje pilotu potrebne upute.